# Marek Sewen
Marek Sewen egentlig Henryk Łagoda (født 4. september 1930 i Poznań i Polen) er en polsk komponist, bratschist og dirigent.
Sewen studerede komposition, direktion og bratsch på musikkonservatoriet i Poznań. Han har skrevet seks symfonier, orkesterværker, koncertmusik, kammermusik, filmmusik, korværker, sange, musik for børn, solostykker for mange instrumenter etc. Sewen var violinist i Poznań Filharmoniske Orkester og Warszawas Nationale Filharmoniske Orkester. Han var også dirigent for både polske og internationale orkestre.

## Udvalgte værker
- Symfoni Sacra (nr. 1) (1995) - for tenor og orkester
- Oratoriets Symfoni "Vil ikke stoppe kantorens sang" (nr. 2) (2003) - for tenor, fortæller, kor og orkester
- Symfoni nr. 3 "Pilgrim" (2004) - for sopran, tenor, kor og orkester
- Olympisk Symfoni (nr. 4) (2014) - for orkester
- Kolberg Symfoni (nr. 5) (2016) - for orkester
- Symfoni Wielkopolska 1918 (nr. 6) (2018) - mandekor, drengekor og orkester